# King Krule
Archy Marshall, född 24 augusti 1994, är en brittisk musiker och singer-songwriter som sedan juli 2011 använder sig av artistnamnet King Krule (tidigare Zoo Kid). Hans musik är uppbyggd kring hans gitarr men innehåller jazz, punk jazz, hiphop, darkwave, och trip hop influenser.
Den 10 december 2015 släppte Marshall en bok, skiva och dokumentär tillsammans med sin storebror Jack Marshall. Projektet döpte bröderna till A New Place 2 Drown", som de förkortade till "ANP2D". Boken är en foto-, konst, och poesibok där Jack hade med sin konst. Skivan släpptes som ett soundtrack till boken. Archy Marshall släppte den under sitt riktiga namn i stället för under namnet "King Krule". ANP2D har en stor hiphop-vibe och är en av anledningarna till att Archy släppte skivan under sitt riktiga namn i stället för namnet King Krule.

## Diskografi

### Studioalbum
- 2013 – 6 Feet Beneath the Moon
- 2015 – A New Place 2 Drown (som Archy Marshall)
- 2017 – The Ooz
- 2020 – Man Alive!
- 2023 – Space Heavy

### Singlar och EP-skivor
- 2010 - U.F.O.W.A.V.E. (som Zoo Kid)
- 2010 - "Out Getting Ribs"/"Has This Hit" (som Zoo Kid)
- 2011 - King Krule EP
- 2012 - "Rock Bottom"/"Octopus"